# 纽芬兰犬
纽芬兰犬（英語：Newfoundland）是一种大型工作犬，被毛厚直，颜色为黑色、棕色、米黄色、白底黑斑和灰色（罕见）。在其原产国加拿大，只有黑色、白色或黑白被认为是正统颜色。它们最初被用于纽芬兰省渔民的工作犬。 它们体型巨大，聪明，力量惊人，性格冷静和忠诚。它们的肌肉结实，有双层被毛，脚掌宽阔，并天生会游泳，非常擅长水中救援工作。俄罗斯总统普京曾把其作为礼物，送给一名10岁女孩。

## 体貌特征

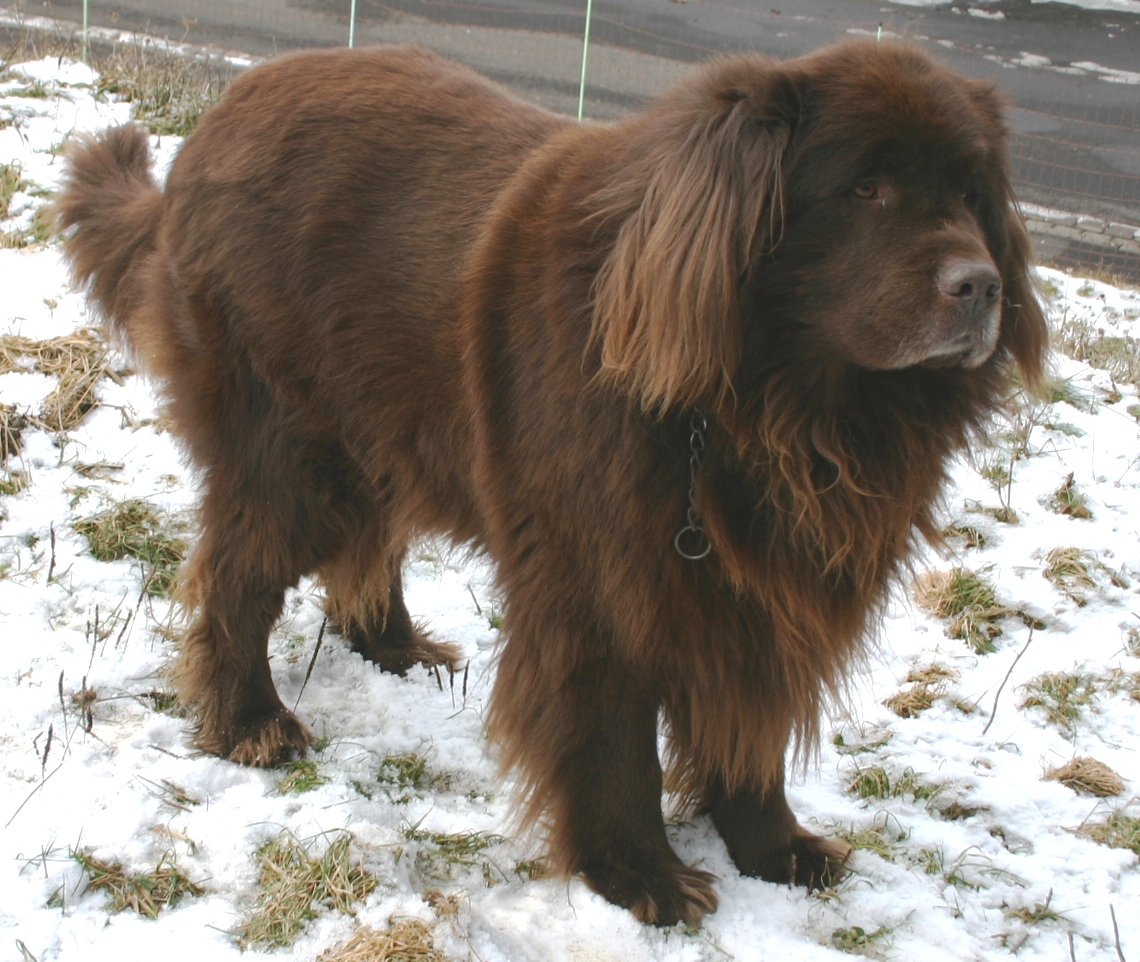
一只棕色纽芬兰犬

### 外形
纽芬兰犬有宽阔的脚掌和防水的被毛 ，成年雄性一般60—70（130—150磅）,雌性一般45—55（99—121磅），肩高一般56—76 cm（22—30英寸） ，已知有身高达到1米，体重超过120kg的巨型纽芬兰犬存在。其身体非常强壮。

### 性格
纽芬兰犬冷静，温顺，身体强壮，忠诚，是理想的工作犬，被称为“巨人绅士”，国际犬舍俱乐部（英語：International kennel clubs）称其有“甜美”的性格。它们叫声低沉，如果从小开始，很容易训练。它们和家里的孩子相处非常融洽，但因自身体型过于庞大，有可能伤到婴儿，它们非常适合陪伴，是理想的保姆犬。它们与其他动物也能和平相处，但因为身躯巨大，有可能造成伤害。尽管如此，在中華人民共和国很多城市（例如昆明和成都），因为其巨大的身躯，依然被列为禁止在城市饲养的犬种。

### 健康
纽芬兰犬的寿命一般在8-10年，其容易患先天性髋部骨骼疾病，肘部骨骼疾病和尿道结石，还有基因缺陷导致的主动脉瓣下狭窄，这种疾病会导致其猝死和早亡。